# Bundesforschungsanstalt für Forst- und Holzwirtschaft
Die Bundesforschungsanstalt für Forst- und Holzwirtschaft (BFH) war eine Forschungseinrichtung des Bundes mit Sitz in Hamburg. Sie wurde mit Wirkung zum 1. Januar 2008 in das neu geschaffene Johann Heinrich von Thünen-Institut (TI) eingegliedert.

## Geschichte
Vorläufer der Bundesanstalt war das 1930 in Tharandt bei Dresden von dem Forstwissenschaftler Franz Heske gegründete Institut für ausländische und koloniale Forstwirtschaft. Auf Weisung des Reichsforstmeisters Hermann Göring wurde das Institut 1939 mit der Universität Hamburg verbunden und nach Reinbek in das dortige Schloss Reinbek verlegt. In den 1950er-Jahren fand – immer noch unter der Leitung Heskes – die Umwandlung in die Bundesforschungsanstalt statt. Zwischen 1963 und 1976 zog die Anstalt schrittweise in neue Gebäude in Hamburg-Lohbrügge um. Lediglich das Institut für Forstgenetik und Forstpflanzenzüchtung im Arboretum Tannenhöft verblieb in Großhansdorf.
Mit der Neustrukturierung der Forschungseinrichtungen in den neuen Bundesländern wurden 1992 die Institute an den Standorten Eberswalde und Waldsieversdorf, hervorgegangen aus der Abteilung Forstpflanzenzüchtung am ehemaligen Kaiser-Wilhelm-Institut in Müncheberg, übernommen.
Die enge Verbindung mit der Universität Hamburg wurde durch einen Staatsvertrag zwischen der Bundesrepublik Deutschland und der Freien und Hansestadt Hamburg geregelt. In enger personeller Verbindung mit der Universität (Zentrum Holzwirtschaft) erfüllte die BFH umfangreiche Lehrtätigkeiten für das Hochschulstudium der Holzwirtschaft. Dazu unterhält die Forschungsanstalt das Arboretum Lohbrügge in Hamburg-Lohbrügge.

## Ehemalige Institute der BFH
- Institut für Weltforstwirtschaft, Hamburg
- Institut für Forstgenetik und Forstpflanzenzüchtung, Großhansdorf und Waldsieversdorf
- Institut für forstliche Arbeitswissenschaft, Eberswalde, später Reinbek[1]
- Institut für Ökonomie, Hamburg
- Institut für Holzbiologie und Holzschutz, Hamburg
- Institut für Holzchemie, Hamburg
- Institut für Holzphysik, Hamburg
- Institut für Waldökologie und Waldinventuren, Eberswalde